# Писмо на запорожките казаци до турския султан
Писмото на запорожките казаци до турския султан е оскърбителен отговор на запорожките казаци, написан до османски султан (по една от версиите, Мехмед IV) в отговор на негов ултиматум: да спрат да нападат Високата порта и да се предадат. Съществува предание, че, преди да изпрати войските си към Запорожката сеч, султанът изпратил до запорожците искане да му се покорят като владетел на целия свят и наместник на Бога на земята. Според преданието, запорожците отговорили на това писмо със свое писмо, без да се ограничават в изразите си, отричайки каквато и да е храброст на султана и жестоко присмивайки се над самохвалството на „непобедимия рицар“. Атмосферата и настроението сред казаците, които съчиняват текста на отговора, са изобразени в известната картина на Иля Репин „Запорожци“.
Съгласно легендата, писмото е написано през XVII век, когато сред запорожкото казачество и в Украйна се развива традицията на такива писма. Оригиналът на писмото не е запазен, то е известно от списъци, датирани не по-рано от XVIII век. Известни са няколко варианта на текста на писмото. Истинността им не е установена достоверно, обаче, по мнението на изследователя на запорожките казаци Д. И. Яворницки, съдържанието им е напълно в духа на запорожкото казачество.

## Датиране на ръкописите
Най-раните руски ръкописи от „преписката на турския султан с казаците“, както и немско листово издание от XVII век съдържат кратък вариант на текста, без ненормативната лексика (псувни, ругатни). В съчинението става дума не за запорожките казаци, а за чигиринските казаци. Обширни варианти на посланието, в които султанът с писмо се обръща към запорожците, се появяват едва в ръкописи от средата на XVIII в. В популярни публикации (печатни и електронни), за да се повиши интересът към документа, често се съвместяват текстове от писмото на султана от ръкописите от XVII в. и пространни, богати на ненормативна лексика текстове от средата – края на XVIII в.

## Текст на писмото
Съществуват няколко варианта на текста на писмото, предложеният по-долу се счита за каноничен (преписан от сборник за историята на Запорожката сеч от историка Д. И. Яворницки, съхраняван в Руската национална библиотека в Санкт-Петербург; посланието се отнася към края на XVII в., но понастоящем такъв сборник във фондовете на тази библиотека няма).

### Писмо на турския султан до казаците
Османският султан Мехмед IV изпраща писмо до казаците със следното предложение: (примерен превод)
| „ | Аз, султан и владетел на Високата порта, син на Мохамед, брат на Слънцето и Луната, внук и наместник на Бога на земята, властелин на царствата Македонско, Вавилонско, Ерусалимско, Велик и Малък Египет, цар на царете, владетел на владетелите, несравним рицар, никога непобеден воин, владетел на дървото на живота, непреклонен пазител на гроба на Исус Христос, управител на Бога, надежда и утешител на мюсюлманите, страшилище и велик защитник на християните, повелявам вие, запорожките казаци, да ми се предадете доброволно и без всякаква съпротива, и вашите нападения да не ме безпокоят. Султан турски Мехмед IV | “ |

### Вариант на писмото от историята на Д. И. Яворницки
((uk))

Отвіт Запорожців Магомету IV
Ти, султан, чорт турецький, i проклятого чорта син і брат, самого Люцеферя секретарь. Якій ты в чорта лицар, коли голою сракою їжака не вбъешь?! Чорт ти, висрана твоя морда. Не будешь ты, сукін син, синів христіянських під собой мати, твойого війска мы не боїмося, землею i водою будем биться з тобою, враже ти розпроклятий сину! Распронойоб твою мать!
Вавилоньский ты жихась, Макэдоньский колесник, Iерусалимський бравирник, Александрійський козолуп, Великого і Малого Египта свинарь, Армянська злодиюка, Татарський сагайдак, Каменецкий кат, у всего світу i підсвіту блазень, самого гаспида онук, а нашего хуя крюк. Свиняча ти морда, кобыляча срака, різницька собака, нехрещений лоб, ну и мать твою йоб.
От так тобі Запоріжці видказали, плюгавче. Не будешь ти i свиней христіанських пасти. Теперь кончаємо, бо числа не знаємо i календаря не маемо, місяц у небі, год у книзі, а день такий у нас, який i у вас, за це поцилуй за цэ в сраку нас!
Підписали: Кошевой атаман Иван Сирко Зо всім кошем Запорожськім

### Превод на писмото на съвременен украински език
((uk))

Відповідь Запорожців Магомету IV
Запорізькі козаки турецькому султану
Ти, султан, чорт турецький, і проклятого чорта брат і товариш, самого Люцифера секретар! Який ти в чорта лицар, коли голою сракою їжака не вб’єш? Чорт висирає, а твоє військо пожирає. Не будеш, сучий ти сину, синів християнських під собою мати. Твого війська ми не боїмося, землею і водою будемо битися з тобою, розпройоб твою мати.
Вавилонський ти кухар, македонський колесник, єрусалимський броварник, олександрійський козолуп, Великого та Малого Єгипту свинар, вірменський злодіюка, татарський сагайдак, кам’янецький кат, в усього світу ѝ підсвіту блазень, самого гаспида онук і нашого хуя крюк. Свиняча ти морда, кобиляча срака, різницький собака, нехрещений лоб, матір твою вйоб.
От так тобі запорожці висловили, плюгавче. Не будеш ти і свиней християнських пасти. Тепер кінчаємо, бо числа не знаємо і календаря не маємо, місяць у небі, рік у книзі, а день такий у нас, як і у вас, за це поцілуй у сраку нас!..
Підписали: Кошовий отаман Іван Сірко з усім кошем Запорізьким

### Примерен превод на български
| „ | Запорожките казаци до турския султан Ти, султане, дявол турски, на проклетия дявол брат и другар, и на самия Луцифер секретар! Какъв по дяволите рицар си ти, като не можеш с гол гъз таралеж да смачкаш? Дяволът сере, а твоята войска яде. Няма да успееш, кучи сине, синовете християнски под себе си да имаш, от твоята войска не се боим, по земя и вода ние с теб ще се бием, да ти ебем майката. Вавилонски готвач, македонски водонос, ерусалимски пивовар, александрийски дерач, на Великия и Малкия Египет свинар, арменска свиня, подолски злодей, татарски колчан, каменецки палач, на целия горен и долен свят шут, а за нашия Бог – глупак, на самата аспида внук, а на нашия хуй – кука. Свинска мутра, конски гъз, месарско псе, непокръстена тиква, да ти ебем мамата. Ето така ти отговарят запорожките казаци, нищожество! Не си годен дори на християните свинете да пасеш! Датата не знаем, защото календар нямаме, месецът е в небето, годината е в книгата, а денят у нас е като при вас, за което цуни по задника нас! Подписали: Кошевия атаман Иван Сирко с цялата запорожка войска | “ |

## Достоверност
Достоверността на писмото предизвиква съмнения у някои изследователи по следните причини:
- съществуват няколко версии на документа;
- на документа се приписват различни дати;
- различни версии на писмото са подписани от различни хора (атаман Захаренко, Иван Сирко и други);
- различни са и адресатите: Ахмед II, Ахмед III, Мехмед IV и други.